# 云南纤树蛙
云南纤树蛙（学名：Gracixalus yunnanensis）一种分布于泰国、老挝、越南及中国云南省南部等地区的两栖动物，隶属于树蛙科纤树蛙属。模式产地为中国云南澜沧县雪林乡。其种加词“yunnanensis”意为“云南的”。

## 形态特征
云南纤树蛙体型小，雄蛙体长26～34.2毫米。身体背部黄褐色，有一深褐色Y形标记；四肢背面褐色，有深褐色条带；腹面部皮肤半透明，橘黄色，有黄色斑点。

## 保护
本种于2023年被收录入《有重要生态、科学、社会价值的陆生野生动物名录》。